# Джо Магарак

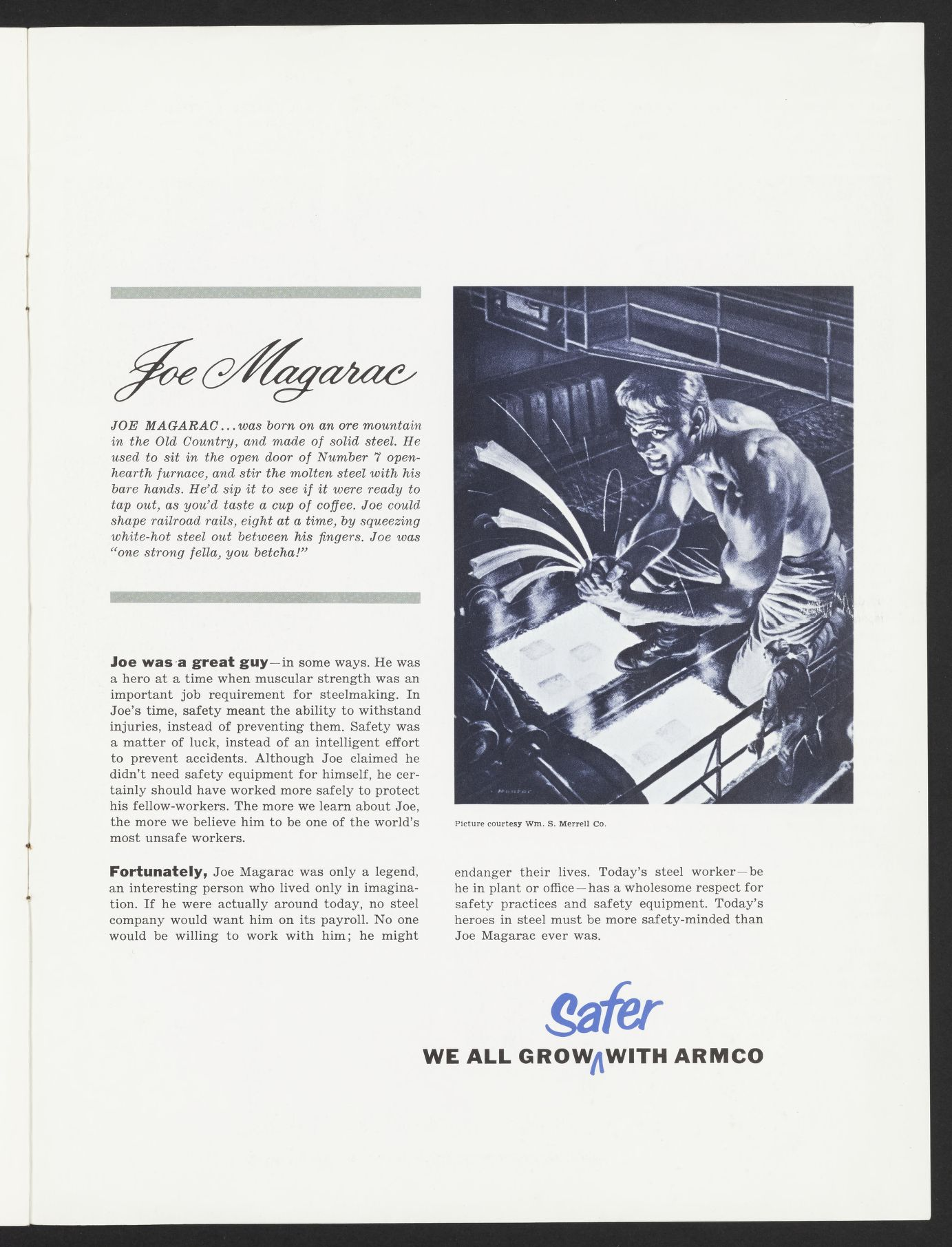
Статья, посвящённая Джо Магараку, в газете компании AK Steel Holding

Джо Магарак (англ. Joe Magarac; в советском переводе — Йо Мадьярок) — популярный в США вымышленный персонаж, человек из стали, сталелитейщик. Истории о нём принадлежат к категории псевдофольклора.

## Возникновение
История о Джо Магараке впервые была опубликована в 1931 году в статье Оуэна Фрэнсиса (англ. Owen Francis), в журнале Скрибнера. Оуэн Фрэнсис утверждал, что он услышал эту историю от хорватских иммигрантов-сталеваров, работавших в районе Питтсбурга на сталелитейном заводе.
Однако, в начале 1950-х годов были проведены полевые исследования, в результате которых в устной традиции не было обнаружено никаких следов данной истории. Это свидетельствует о том, что Джо Магарак, подобно некоторым другим персонажам, ранее считавшихся фольклорными (таким как Фиболд Фиболдсон), в действительности принадлежит к категории псевдофольклора — за ними стоит литературный авторский вымысел, а не устное народное творчество.
По словам Оуэна Фрэнсиса, когда он был на сталелитейных заводах в Пенсильвании, то часто слышал от славянских рабочих, как они называли друг друга «magarac». Когда он спросил у них значение этого слова, они ответили ему, что это — комплимент, и засмеялись, продолжив о чём-то разговаривать друг с другом на своём языке, которого Фрэнсис не знал. Однако, как позднее выяснилось, «магарац» в переводе с хорватского (и некоторых других южнославянских языков) означает «осёл» и используется в качестве ругательства, а рабочие просто пошутили над Фрэнсисом.

## Сюжет
Джо Магарак — стальной человек, который родился и вырос под землёй, в залежах железной руды на рудниках Питтсбурга. Потом он стал снимать комнату в пансионе у миссис Хорки.
Он работал на сталелитейном заводе и один мог заменить 29 человек. Также он приходил на помощь в критические моменты — например, остановил 50-тонный тигель, падающий на группу рабочих.
Один из сталелитейщиков, Стив Местрович, устроил соревнование по поднятию тяжестей, чтобы найти мужа для своей дочери Мэри. Джо Магарак победил в этом соревновании, но от свадьбы отказался, сказав, что он должен полностью посвятить себя работе, а Мэри выйдет за своего настоящего жениха Пита Пассика, который занял второе место.
Дальнейшая судьба Джо Магарака по-разному описывается в разных версиях истории.
Согласно основной версии, он добровольно пожертвовал собой, расплавившись в конвертере Бессемера, чтобы дать сталелитейщикам качественную сталь, из которой бы они смогли изготовить качественные изделия.
По другой версии, Джо Магарак до сих пор живёт на заброшенном заводе, ожидая, когда в печи снова зажжётся огонь.
В некоторых версиях, из стали, в которую превратился Магарак, были сделаны различные изделия. Но он, по желанию, может превращаться из них обратно в человека. В комиксе Joe Magarac and His USA Citizen Papers Ирвина Шапиро эта сталь пошла на строительство Капитолия. Однажды, когда два политика, нетерпимых к приезжим, обсуждали иммиграцию, Магарак услышал их, разозлился, снова превратился в человека и пошёл войной на Вашингтон.

## В культуре

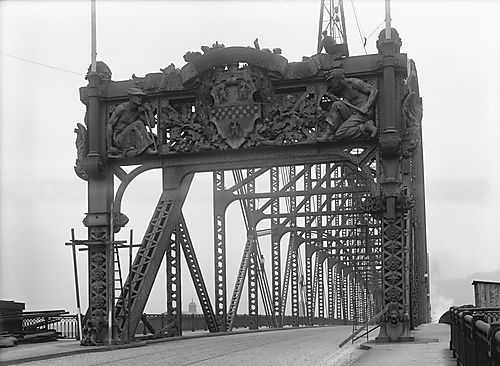
Манчестерский мост, Питтсбург

Образ Джо Магарака в США воспринимается в качестве покровителя сталеваров, поэтому его изображения используются для украшения различных металлургических объектов. Так, например, его скульптура была установлена на Манчестерском мосту в Питтсбурге. Также его статуи установлены на некоторых металлургических предприятиях.